# Ordningen för ständernas sammanträden 1617
Ordningen för ständernas sammanträden 1617, fullständig titel Ordning som hållas skall uti Riksens Ständers möter och sammankomster så ock uti omröstande, eller oriktigt Riksdagsordningen 1617 var den första skrivna ordningen för riksdagarna i Sverige som monarken kunde sammankalla till. Den antogs vid riksdagen i Örebro 1617, den 24 januari, under Gustav II Adolfs regeringstid. Den gällde fram till antagandet av Riksdagsordningen 1723.

## Ståndsriksdagens egentliga grundande
Fastän monarker kallat till åtskilliga herredagar och riksdagar innan 1617, fick ståndsriksdagen egentligen sin fasta form först med denna författning. Författningen beslutar att fyra stånd ska kallas till sådana riksdagar, nämligen adeln, prästerna, borgarna och bönderna, och att dessa inte får komma i kontakt med varandra under riksdagarna. Dessa stånd skulle sammanträda var för sig i olika kammare, och fatta beslut i aktuella frågor, och sedan lägga fram sina uppfattningar inför monarken genom deras respektive talmän. Med anledning av att ledamöterna skulle samlas i en egen kammare, kom adeln därmed sedermera att uppföra Riddarhuspalatset.
Om stånden hade motstridiga uppfattningar skulle de ha ett meningsutbyte, och om de inte kunde enas hade monarken att fatta det avgörande beslutet. 
Eftersom riksrådet samtidigt sammankallades till riksdagen, kan systemet liknas vid ett tvåkammarsystem, där riksrådet fungerade som överhus. Denna riksdagsordning brukar dock anses som konstituerande för ståndsriksdagen i Sverige, som därefter alltjämt utgjordes av fyra stånd fram till representationsreformen 1866.

## Ordningens innehåll
Riksdagsordningen börjar med att ange att mötet ska ske i Rikssalen på slottet Tre Kronor i Stockholm. Detta är den första beskrivningen av Riksdagens högtidliga öppnande som specificerar att kungens tron ska stå längst fram i mitten, och med hertigarna på ömse sidor om sig, samt riksämbetsmännen och riksråden direkt nedanför tronen. Till höger ska ridderskapet och adeln sitta, där grevar hade högsta klassen, därnäst friherrar och sedan ridderskapet och adeln, alla rangordnade efter när de erhållit sin titel. Endast en från varje släkt fick närvara, och denne skulle var den äldste och skickligaste i sin släkt. På vänstra sidan skulle biskopar och prästerskapet sitta. Bakom adeln skulle krigsbefälen sitta, och bakom prästerskapet borgarnas representanter. Allmogen skulle sitta "mitt i salen och nederst". Om en fråga riktades till något av ständerna skulle ståndets talman svara. Arvfurstar hade att föra sin egen talan, alternativt utse en deputerad med fullmakt att företräda dem. Adelsståndets talman företrädde krigsbefälen, och ärkebiskopen förde talan för prästerskapet. Sedan monarken gett ståndet punkter för beslut, sändes så stånden var för sig till sina kammare för rådslag och beaktande. Innan stånden enats om beslut i punkterna fick representanterna varken deltaga i andra sammankomster eller samspråka med de övriga stånden. När alla stånd svarat på punkterna skulle de samlas på samma sätt igen. De skulle då stånd för stånd lägga fram sina beslut inför monarken. Riksdagen var inte över förrän beslut fattats i alla punkter som monarken lade fram.

## Ordningens giltighet
1617 års riksdagsordning gällde till 1723. Dess principer, att stånden skulle föra talan inför kungen om de punkter denne ville fatta beslut om, återupptogs emellertid 1772 av Gustav III vid den första riksdag som denne sammankallade till, detta i ett försök att lösa den så kallade ståndsstriden som utbrutit under hattarnas politik. 
Därmed förbisågs den beslutsrätt i lagstiftande ärenden som riksdagens ständer skaffat sig i 1723 års riksdagsordning, och detta inledde Gustav III:s statskupp som återinförde det kungliga enväldet, vilket befästes med 1772 års regeringsform.
I Storfurstendömet Finland upphävdes 1617 års riksdagsordning officiellt genom 1869 års riksdagsordning.

### Uppslagsverk
- Sveriges riksdag, 18 band, 1926-1965; (Fahlbeck, Erik; Lagerroth, Fredrik och Tunberg, Sven); Victor Pettersons bokindustriaktiebolag, Stockholm 1926 - 1965
- Nordisk familjebok, 22 band; Nordisk familjeboks förlag; Stockholm 1952